# Sotanut
Sotanut, również: Satanut – miejscowość w Hiszpanii, w Katalonii, w prowincji Lleida, w comarce Baixa Cerdanya, w gminie Prullans.
Według danych INE w 2020 roku liczyła 1 mieszkańca – 1 mężczyznę.